# Fonogram Awards
I Fonogram Awards (precedentemente noti come gli Hungarian Music Awards) sono dei premi musicali che si tengono annualmente in Ungheria, organizzati in collaborazione con la Magyar Hangfelvétel-kiadók Szövetsége, l'industria musicale ungherese, a partire dal 1992.

## Categorie

### Categorie generali
- Registrazione sonora dell'anno
- Rivelazione dell'anno

### Categorie nazionali
- Album o registrazione dell'anno – pop/rock classico
- Album o registrazione dell'anno – pop/rock moderno
- Album o registrazione dell'anno – alternative o indie rock
- Album o registrazione dell'anno – EDM
- Album o registrazione dell'anno – rap/hip hop
- Album o registrazione dell'anno – hard rock o metal
- Album o registrazione dell'anno – musica tradizionale
- Album o registrazione dell'anno – musica contemporanea
- Album o registrazione dell'anno – musica per bambini
- Album o registrazione dell'anno – jazz
- Album o registrazione dell'anno – folk

### Categorie internazionali
- Album o registrazione dell'anno – pop/rock classico
- Album o registrazione dell'anno – pop/rock moderno
- Album o registrazione dell'anno – alternative o indie rock
- Album o registrazione dell'anno – EDM
- Album o registrazione dell'anno – rap/hip hop
- Album o registrazione dell'anno – hard rock o metal